# NGC 240
NGC 240 este o galaxie lenticulară, posibil galaxie spirală, situată în constelația Peștii. A fost descoperită în 22 octombrie 1886 de către Lewis Swift.